# サムナー (海洋観測艦)
サムナー (英語: USNS Sumner, T-AGS-61) は、アメリカ海軍の海洋観測艦。パスファインダー級海洋観測艦の1隻。艦名は天測航法においてサムナー線を発見した19世紀のキャプテンのトーマス・ハバート・サムナーにちなむ。その名を持つ艦としては2隻目。

## 艦歴
サムナーは1992年11月18日にハルター・マリーンで起工した。1995年5月30日に就役する。海上輸送司令部の管轄下にあり、各種観測を行っている。

## 参照
- この記事はアメリカ合衆国政府の著作物でありパブリックドメインであるNaval Vessel Registerに由来する文章を含んでいます。 記事はここで閲覧できます。